# 11 Dywizja Zmechanizowana
11 Dywizja Zmechanizowana (11 DZ) – zmechanizowany związek taktyczny Wojska Polskiego.

## Historia dywizji
11 Dywizja Zmechanizowana powstała w czerwcu 1950 w wyniku przeformowania 11 Zmotoryzowanej Dywizja Piechoty. Dywizja weszła w skład 2 Korpusu Zmechanizowanego podporządkowanego dowódcy Śląskiego Okręgu Wojskowego.
W 1955 roku dywizję włączono w skład 2 Korpusu Armijnego. Rok później, po rozwiązaniu tego korpusu, podporządkowano ją dowódcy Śląskiego Okręgu Wojskowego.
Na początku lat 60. XX w. wprowadzono w dywizji tzw. „etaty pokojowo-wojenne”. W jej składzie znajdowały się: trzy pułki zmechanizowane, pułk czołgów średnich, pułk artylerii haubic, dywizjon artylerii rakietowej, dywizjon artylerii przeciwlotniczej, batalion rozpoznawczy, batalion saperów, batalion łączności, batalion samochodowy, batalion medyczny, kompania sztabowa, kompania obrony przeciwchemicznej, bateria dowodzenia, ruchome warsztaty naprawy czołgów, ruchome warsztaty naprawy samochodów, dywizyjne warsztaty uzbrojenia, dywizyjny punk zaopatrzenia, klucz lotniczy, piekarnia polowa, kasa polowa i stacja pocztowa
W kwietniu 1963 roku 11 Dywizja Zmechanizowana została przeformowana w 11 Dywizję Pancerną.
W 1989 roku 11 Dywizja Pancerna została ponownie przeformowana w 11 Dywizję Zmechanizowaną.
W 1992 roku dywizję została przemianowana na 11 Dywizję Kawalerii Pancernej.

## Struktura organizacyjna dywizji (1950)
- Dowództwo 11 Dywizji Zmechanizowanej w Żaganiu
- 29 Pułk Zmechanizowany w Żaganiu
- 42 Pułk Zmechanizowany w Żarach
- 67 Pułk Zmechanizowany w Opolu
- 8 Drezdeński Pułk Czołgów Średnich w Żaganiu
- 33 Pułk Artylerii Lekkiej w Żarach
- 17 Pułk Moździerzy w Żaganiu
- 15 Dywizjon Artylerii Przeciwlotniczej w Żaganiu
- 9 Batalion Rozpoznawczy w Żaganiu
- 34 Batalion Łączności w Żaganiu
- 16 Batalion Saperów w Żarach
- 44 Kompania Samochodowa w Żaganiu
- Ruchome Warsztaty Naprawy Czołgów nr 10 w Żaganiu
- Ruchome Warsztaty Naprawy Sprzętu Artyleryjskiego nr 11 w Żarach
- Ruchome Warsztaty Naprawy Samochodów nr 12 w Żarach

Dywizja liczyła etatowo 7636 żołnierzy i 89 pracowników cywilnych. Jej uzbrojenie stanowiło: 138 czołgów średnich, 19 samobieżnych dział pancernych, 15 samochodów pancernych, 26 haubic 122 mm, 40 armat 76 mm, 9 armat 57 mm, 21 armat przeciwlotniczych 37 mm, 54 moździerze 120 mm i 40 moździerzy 82 mm.

## Dowódcy 11 Dywizji Zmechanizowanej
- płk Józef Sielecki (1948-1950)
- płk Włodzimierz Jerszow (1950-1953)
- gen. bryg. Sergiusz Siwicki (1953-1954)
- płk dypl. Adolf Humeniuk (1954-1956)
- płk dypl. Marian Doliński (1956-1959)
- gen. bryg. Mieczysław Mazur (1959-1962)
- gen. bryg. Zbigniew Zieleniewski (1962-1967)
- płk dypl. Zygmunt Sadowski (1988-1990)
- gen. bryg. Adam Rębacz (1990-1992)
- płk dypl. Aleksander Bortnowski (1992-1993)